# Bartolomeo Genga

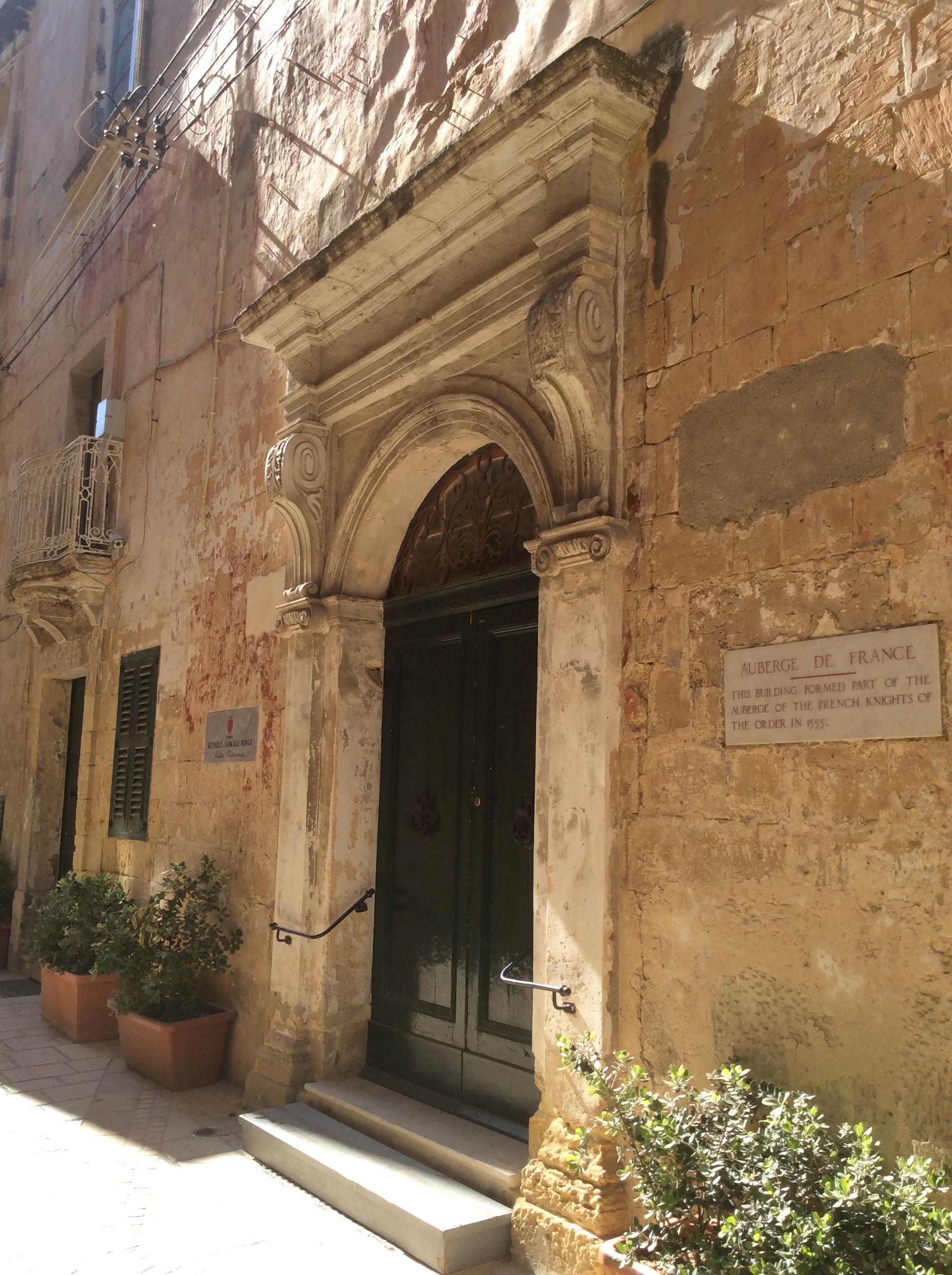
Auberge de France en Birgu, Malta, cuya fachada fue rediseñada por Genga.

Bartolomeo Genga (Cesena, 1518-Malta, 28 de marzo de 1558) fue un arquitecto italiano del Renacimiento. 

## Biografía
Nacido en Cesena, donde el padre Gerolamo se encontraba al servicio del duque de Urbino Francesco Maria I della Rovere, en exilio, fue destinado al estudio de la gramática, pero con resultados muy modestos. A la edad de 18 años, su padre constata su inclinación hacia el dibujo, y lo tiene como aprendiz durante dos años. Después lo envió a Florencia, bajo la supervisión del pintor y arquitecto Giorgio Vasari y del escultor Bartolomeo Ammannati, de los que sacó los conocimientos básicos en las disciplinas artísticas. 
Tres años después volvió con su padre, el cual se había instalado en Pesaro al servicio del duque regresado del exilio, y donde se encontraba trabajando en la construcción de la iglesia de San Juan Bautista. Este, dándose cuenta de la capacidad de su hijo en arquitectura le enseñó en unos meses los principios de la perspectiva, y después lo envió a Roma, a estudiar las importantes obras que en la época se encontraban en construcción, permaneciendo allí cerca de cuatro años. 
Vuelto a Urbino, se puso al servicio del duque Guidobaldo II della Rovere, quien había sucedido Francesco Maria, ayudando a su padre en la actividad de responsable de las obras de construcción del ducado y de los palacios de la corte, y se le encargó el amueblamiento y la decoración para el matrimonio del duque con Vittoria Farnese. 
Visitó la Lombardía y Véneto en compañía del duque, que había ido en calidad de general del señorío de Venecia para supervisar las fortificaciones. Allí, Bartolomeo Genga se encargó de estudiar y proyectar dichas fortificaciones, en particular las de la Puerta de San Felice, en Verona. 
Poco después de volver a Urbino, murió su padre y Bartolomeo asumió el cargo de responsable de las obras de todo el ducado y se dedicó sobre todo a la construcción de la iglesia de San Juan Bautista, según el proyecto paterno. Se ocupó de la construcción de los nuevos apartamentos del duque en el palacio de Pesaro, que fueron tan apreciados que le valieron un pedido análogo para el palacio ducal de Urbino. 
Con el transcurso de los años, los servicios de Bartolomeo Genga fueron siendo reclamados por otras cortes, pero raramente el duque consintió privar de ella, aunque fuera temporalmente, del arquitecto, como por ejemplo cuando el rey de Bohemia, que a su regreso de España pasó por Italia y viendo las fortificaciones de Verona pidió inútilmente al duque Guidobaldo II que lo dejara ir a supervisar la construcción de obras similares en su tierra. También los genoveses pidieron inútilmente los servicios del arquitecto. 
Mientras Bartolomeo Genga había continuado y casi terminado la iglesia de San Juan Bautista de Pesaro, había proyectado y construido un modelo para una puerta en la misma ciudad que nunca sería realizado y había proyectado la iglesia de Montelabbate y la de San Pedro en Mondavio. 
Después de la ascensión del papa Julio III, quien había nombrado al duque de Urbino Capitán General de la San Iglesia, Bartolomeo se trasladó a Roma en compañía del duque y proyectó algunas fortificaciones por encargo del mismo Papa. 
Finalmente, a petición del Gran Maestre de la Orden de Malta, el duque de Urbino concedió tras dos meses de insistencia, que Bartolomeo Genga se trasladara a Malta, donde los caballeros de dicha Orden no sólo tenían la intención de construir imponentes fortificaciones para defenderse de los turcos, sino también de construir dos nuevas ciudades para poder reunirse los habitantes de los numerosos pequeños caseríos dispersos por toda la isla. 
Así partió hacia Malta en 20 de enero de 1558, pero debido a una parada forzosa en Sicilia debida a la adversidad de las condiciones marítimas, no llegó hasta el '11 de marzo. 
Así pues, empezó a ocuparse de todo aquello que le encargó el Gran Maestro: proyectó buena parte de las fortificaciones, una de las dos ciudades, algunas iglesias y un nuevo palacio destinado a residencia del mismo Gran Maestre. Gran parte de estas obras nunca fueron ejecutadas, en parte porque Genga enfermó de pulmonía y murió a los 17 días. Fue enterrado en la misma isla de Malta. 